# Poi (Wallis-et-Futuna)
Pour les articles homonymes, voir Poi.
Poi est un village de Wallis-et-Futuna situé dans le royaume d'Alo, sur la côte nord-ouest de l'île de Futuna. 
Selon le recensement effectué en 2018, la population est de 160 habitants. Dans le village se trouve la basilique Saint-Pierre-Chanel de Poi, qui abrite les reliques de saint Pierre Chanel, évangélisateur de Futuna et premier martyr de l'Océanie.